# Glycaspis infucata
Glycaspis infucata är en insektsart som beskrevs av Moore 1970. Glycaspis infucata ingår i släktet Glycaspis och familjen rundbladloppor. Inga underarter finns listade i Catalogue of Life.